# Adèle (série télévisée)
Pour les articles homonymes, voir Adèle.
Adèle (Hazel) est une série télévisée américaine en 154 épisodes de 25 minutes, créée par Ted Key et diffusée entre le 28 septembre 1961 et le 25 mai 1965 sur le réseau NBC (la première saison en noir et blanc), et la dernière saison entre le 13 septembre 1965 et le 11 avril 1966 sur le réseau CBS.
Au Québec, la série a été diffusée à partir du 3 octobre 1962 à la Télévision de Radio-Canada, et en France, à partir du 12 février 1967 sur la deuxième chaîne de l'ORTF.

## Synopsis
Cette série met en scène les mésaventures de la famille Baxter et de leur bonne, Adèle.

## Distribution

### Acteurs principaux
- Shirley Booth (VF : Marie Francey) : Adèle Burke
- Bobby Buntrock (en) : Harold Baxter
- Don DeFore : George Baxter (saisons 1 à 4)
- Whitney Blake : Dorothy Baxter (saisons 1 à 4)
- Julia Benjamin (en) : Susie Baxter (saison 5)
- Lynn Borden (en) : Barbara Baxter (saison 5)
- Ray Fulmer (en) : Stever Baxter (saison 5)

### Acteurs récurrents
- Maudie Prickett (en) : Rosie Hamicker (36 épisodes)
- Howard Smith : Harvey Griffin (saisons 1 à 4, 27 épisodes)
- Cathy Lewis (en) : Deidre Thompson (17 épisodes)
- Donald Foster (en) : Herbert Johnson (saisons 1 à 4, 14 épisodes)
- Norma Varden : Harriet Johnson (saisons 1 à 4, 13 épisodes)
- Charles Bateman (en) : Fred Williams (saison 5, 9 épisodes)
- Robert P. Lieb : Harry Thompson (8 épisodes)
- Zigomar, le chien

## Épisodes

### Première saison (1961-1962)
1. Adèle et l'aire de jeux (Hazel and the Playground)
2. Adèle, un testament (Hazel Makes a Will)
3. Adèle, joue une infirmière (Hazel Plays Nurse)
4. Une question de principe (A Matter of Principle)
5. Nouveau client de Dorothy (Dorothy's New Client)
6. Que ferons-nous regarder ce soir ? (What'll We Watch Tonight?)
7. Un chien pour Harold (A Dog for Harold)
8. Nièce de George (George's Niece)
9. Tout le monde est reconnaissant, Mais nos Dindes (Everybody's Thankful But Us Turkeys)
10. Des Merveilles D'Hiver (Winter Wonderland)
11. Personnalité Gagner d'Adèle (Hazel's Winning Personality)
12. Shopping de Noël d'Adèle (Hazel's Christmas Shopping)
13. Obsession de Dorothy (Dorothy's Obsession)
14. titre français inconnu (Hazel's Dog Days)
15. Un remplacement pour Phoebe (A Replacement for Phoebe)
16. titre français inconnu (Hazel's Famous Recipes)
17. titre français inconnu (Hazel's Tough Customer)
18. titre français inconnu (Hazel's Secret Wish)
19. titre français inconnu (Hazel, the Tryst-Buster)
20. Le club d'investissement (The Investment Club)
21. Mona Lisa Grin d'Adèle (Hazel's Mona Lisa Grin)
22. Adèle et le Jardinier (Hazel and the Gardener)
23. L'Anniversaire de Dorothy (Dorothy's Birthday)
24. Nombre, S'il vous plaît ? (Number, Please?)
25. titre français inconnu (Them New Neighbors Is Nice)
26. titre français inconnu (Hazel's Pajama Party)
27. titre français inconnu (Three Little Cubs)
28. titre français inconnu (Bringing Out the Johnsons)
29. Adèle, Quitte (Hazel Quits)
30. titre français inconnu (Hazel the Matchmaker)
31. titre français inconnu (Rock-A-Bye Baby)
32. titre français inconnu (The Burglar in Mr. B's PJ's)
33. La Canicule (Heat Wave)
34. Adjoint de George (George's Assistant)
35. Le Jour d'Adèle (Hazel's Day)

## Récompenses
- Emmy Awards 1962 : Meilleure actrice pour Shirley Booth
- Emmy Awards 1963 : Meilleure actrice pour Shirley Booth